# Winston-Salem Cycling Classic Women
La Winston-Salem Cycling Classic son dos competiciones de ciclismo profesionales estadounidenses, masculina y femenina, que se disputan en Winston-Salem y sus alrededores (Carolina del Norte) y forman parte de un festival de 3 días, que comienza un viernes, donde se disputan otras actividades lúdicas relacionadas con el ciclismo y carreras de exhibición, disputándose estas dos carreras profesionales el último día de dicho festival (domingo).
Desde su creación en 2014 hizo parte del calendario UCI femenino bajo la categoría 1.2 y desde 2017 pasó a ser una carrera de categoría 1.1. Asimismo, desde su creación, forma parte del USA Cycling National Racing Calendar.

## Palmarés
| Año  | Ganador          | Segundo              | Tercero         |
| ---- | ---------------- | -------------------- | --------------- |
| 2014 | Shelley Olds     | Joëlle Numainville   | Eugenia Bujak   |
| 2015 | Alena Amialiusik | Amber Neben          | Lauren Komanski |
| 2016 | Rossella Ratto   | Valentina Scandolara | Coryn Rivera    |
| 2017 | Lauren Stephens  | Leah Thomas          | Lauretta Hanson |
| 2018 | Lily Williams    | Arlenis Sierra       | Diana Peñuela   |
| 2019 | Leigh Ann Ganzar | Arlenis Sierra       | Chloé Dygert    |

## Palmarés por países
| País           | Victorias |
| -------------- | --------- |
| Estados Unidos | 4         |
| Bielorrusia    | 1         |
| Italia         | 1         |